# Ievgueni Zamiatin
Ievgueni Ivànovitx Zamiatin, rus: Евге́ний Ива́нович Замя́тин, (Lebedyan, óblast de Lípetsk, 2 de febrer de 1884 - París, 10 de març de 1937) va ser un escriptor rus. Tot i ser un dels millors prosistes de la seva època, pel fet de ser considerat un autor antisoviètic actualment és poc conegut a Rússia. El 1920 va escriure Mi (rus: Мы, 'Nosaltres'), una novel·la distòpica considerada com a precursora de les obres del mateix tipus escrites més tard per George Orwell o Aldous Huxley. El 9 de setembre de 2015 es va publicar per primera vegada traduïda al català, amb el títol de Nosaltres, per l'editorial Males Herbes. Pel fet del seu exili a França, de vegades és conegut com a Eugène Zamiatine o Evgueni Zamiatine.
Malgrat haver estat un prominent Vell Bolxevic, Zamiatin es va sentir profundament trasbalsat per les polítiques seguides pel Partit Comunista de la Unió Soviètica (PCUS) després de la Revolució d'Octubre. El 1921, Nosaltres es va convertir en la primera obra prohibida per la censura soviètica. Finalment, Zamiatin s'ho va manegar perquè Nosaltres sortís clandestinament de l'URSS cap a Occident. La posterior indignació que va provocar al partit i a la Unió d'Escriptors Soviètics va conduir directament a l'exitosa sol·licitud d'exili de Zamiatin de la seva terra natal. A causa del seu ús de la literatura per criticar la societat soviètica, Zamiatin ha estat citat com un dels primers dissidents soviètics.

## Primers anys
Zamiatin va néixer a Lebedian, gubèrnia de Tambov, a 300 km al sud de Moscou. El seu pare era un sacerdot ortodox rus i mestre d'escola i la seva mare era pianista. En un assaig de 1922, Zamiatin va recordar: "Veuràs un nen molt solitari, sense companys de la seva pròpia edat, al ventre, sobre un llibre o sota el piano, sobre el qual la seva mare toca Chopin."
És possible que hagi tingut una sinestèsia, ja que donava qualitats a les lletres i sons. Per exemple, veia que la lletra Л tenia qualitats de color blau pàl·lid, fred i clar.
Va estudiar enginyeria naval a Sant Petersburg des de 1902 fins a 1908, moment en què es va unir als bolxevics. Va ser arrestat durant la Revolució Russa de 1905 i enviat a l'exili intern a Sibèria. No obstant això, es va escapar i va tornar a Sant Petersburg, on va viure il·legalment abans de traslladar-se al Gran Ducat de Finlàndia el 1906 per acabar els seus estudis.
Després de tornar a Rússia, va començar a escriure ficció com a hobby. Va ser arrestat i exiliat per segona vegada el 1911, però amnistiat el 1913. El seu Uiezdnoie (rus: Уездное "Un conte provincial") el 1913, que satiritzava la vida en una petita ciutat russa, li va donar un cert grau de fama. L'any següent va ser jutjat per malignar els militars russos imperials en la seva història Na kulitxkakh (rus: На куличках "Al mig del no res").Va continuar aportant articles a diversos diaris marxistes.
Després de graduar-se com a enginyer per a l'Armada Imperial Russa, Zamiatin va treballar professionalment al seu país i a l'estranger. El 1916 va ser enviat al Regne Unit per supervisar la construcció de trencaglaços a les drassanes de Walker i Wallsend mentre vivia a Newcastle upon Tyne.

## Carrera literària

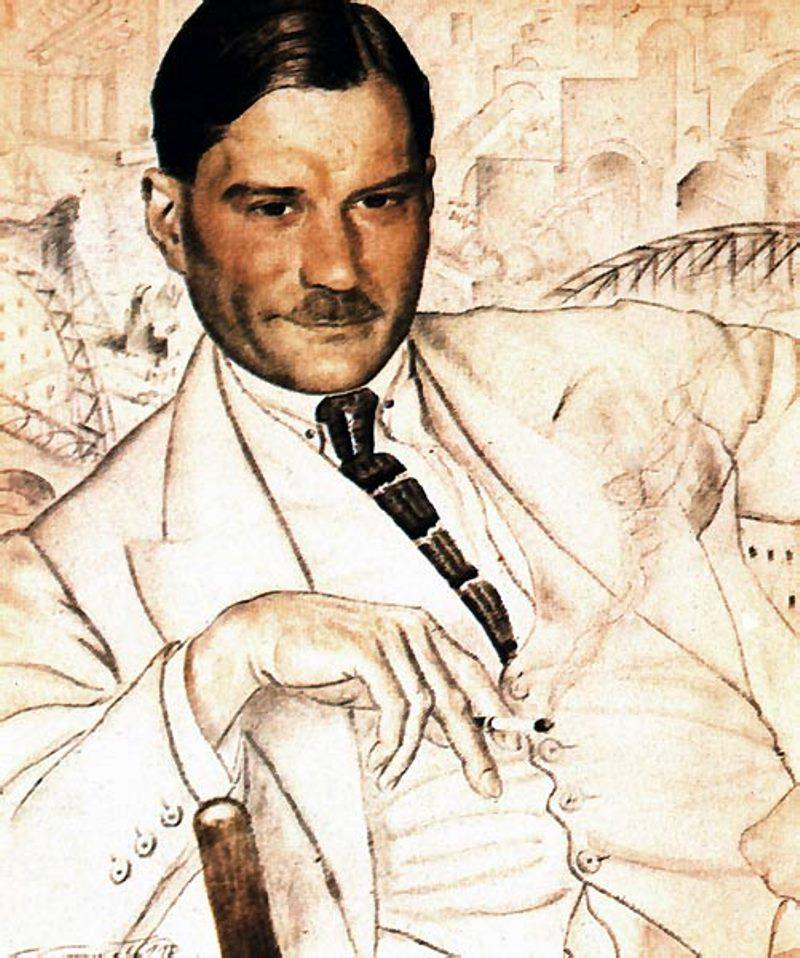
Ievgueni Zamiatin, pintat per Kustódiev.

Més tard, Zamiatin recordaria: "A Anglaterra, vaig construir vaixells, vaig mirar castells en ruïnes, vaig escoltar el sotrac de les bombes llançades per zepelins alemanys i vaig escriure Ostrovotiane rus: Островитяне "Els illencs"). Em penedeixo de no haver vist la Revolució de Febrer i només vaig conèixer la Revolució d'Octubre (Vaig tornar a Sant Petersburg, burlant els submarins alemanys, en un vaixell amb els llums apagats, amb una armilla salvavides tota l'estona, a temps per a l'octubre). Això és el mateix que mai haver estat enamorat i despertar-se un matí ja casat durant deu anys més o menys."
Ostrovotiane, on Zamiatin fa una subtil sàtira de la vida anglesa, i l'obra del mateix tema Lovets txelovékov rus: Ловец человеков "El pescador d'homes") van ser publicads després del seu retorn a Rússia a finals de 1917. Després de la Revolució Russa de 1917 va editar diverses revistes, va fer conferències sobre redacció i va editar traduccions en rus de Jack London, O. Henry, H. G. Wells i altres. Zamyatin originalment va donar suport a la Revolució d'Octubre, però es va oposar a l'ús creixent de la censura que arribà tot seguit.
Les seves obres es van tornar cada vegada més satíriques i crítiques cap al PCUS. Tot i que els va donar suport abans que arribessin al poder, lentament es va anar desencantant i cada cop estava més en desacord cada amb les seves polítiques, especialment amb les de censura de les arts. En el seu assaig de 1921, "Jo tinc por", va escriure Zamiatin: "La literatura real només pot existir quan es crea, no per funcionaris diligents i fiables, sinó per bojos, ermitans, heretges, somniadors, rebels i escèptics". Aquesta actitud va fer que la seva posició fos cada vegada més difícil a mesura que passaven els anys vint.
L'any 1921, l'autor va enviar el manuscrit de la novel·la Nosaltres a Berlín perquè el publiqués l'editorial Z. Grjebin, amb qui Zamiatin mantenia relacions contractuals. L'editor, al seu torn, va lliurar una còpia als Estats Units per a la seva traducció i publicació en anglès. Però la censura soviètica va veure en la novel·la una burla oculta del sistema comunista i va prohibir-ne la publicació a la Unió Soviètica.
Després, el 1927, Zamiatin va anar molt més lluny. Va fer arribar clandestinament el text rus original a Mark Slónim (1894-1976), llavors editor d'una revista d'emigrats russos i d'una editorial amb seu a Praga. Per la fúria de l'Estat, les còpies de l'edició de Slónim van començar a ser restringides a l'URSS i passaven secretament de mà en mà. El tracte amb els editors occidentals de Zamiatin va provocar una ofensiva massiva de l'Estat soviètic contra ell. Com a resultat, se li va prohibir de publicar qualsevol cosa a la seva terra natal.
Nosaltres s'ha presentat sovint com una sàtira política dirigida a l'estat policia de la Unió Soviètica. Hi ha, però, moltes altres dimensions. Es pot examinar de diverses maneres com (1) una polèmica contra el socialisme científic optimista de H. G. Wells, les obres de les quals Zamiatin havia publicat anteriorment, i amb els versos heroics dels poetes proletaris (russos), (2) com a exemple de teoria expressionista, i (3) com a il·lustració de les teories de l'arquetip de Carl Jung aplicades a la literatura. George Orwell creia que l'obra d'Aldous Huxley Un món feliç (1932), havia de derivar en part de Nosaltres. No obstant això, en una carta de 1962 a Christopher Collins, Huxley diu que va escriure Un món feliç com una reacció a les utopies de H.G. Wells molt abans que ell hagués sentit a parlar de Nosaltres. Kurt Vonnegut va dir que en escriure La pianola (1952) "va arrencar alegrement l'argument d'Un món feliç, la trama de la qual havia estat arrabassada del Nosaltres de Ievgueni Zamiatin". El 1994, Nosaltres va rebre un Premi Prometheus a la categoria "Hall of Fame" de la Societat Llibertària Futurista.
A més de Nosaltres, Zamiatin també va escriure una sèrie de contes, en forma de conte de fades, que constituïen una crítica satírica de la ideologia comunista. En una història, l'alcalde d'una ciutat decideix que per fer feliç a tothom ha de fer que tothom sigui igual. Aleshores, l'alcalde obliga tothom, inclòs a ell mateix, a viure en una gran caserna, després a afaitar-se els caps per ser iguals al calb, i després a ser discapacitats mentals per igualar la intel·ligència a la baixa. Aquesta trama és molt similar a la de The New Utopia (1891) de Jerome K. Jerome les obres selectes del qual es van publicar tres cops a Rússia abans del 1917. Al seu torn, el relat curt de Kurt Vonnegut Harrison Bergeron (1961) té diferents semblances amb el relat de Zamiatin.
Max Eastman, un comunista estatunidenc que havia trencat de la mateixa manera amb les seves creences anteriors, va descriure la campanya del Politburó contra Zamiatin en el seu llibre Artists in Uniform.

## Emigració i mort

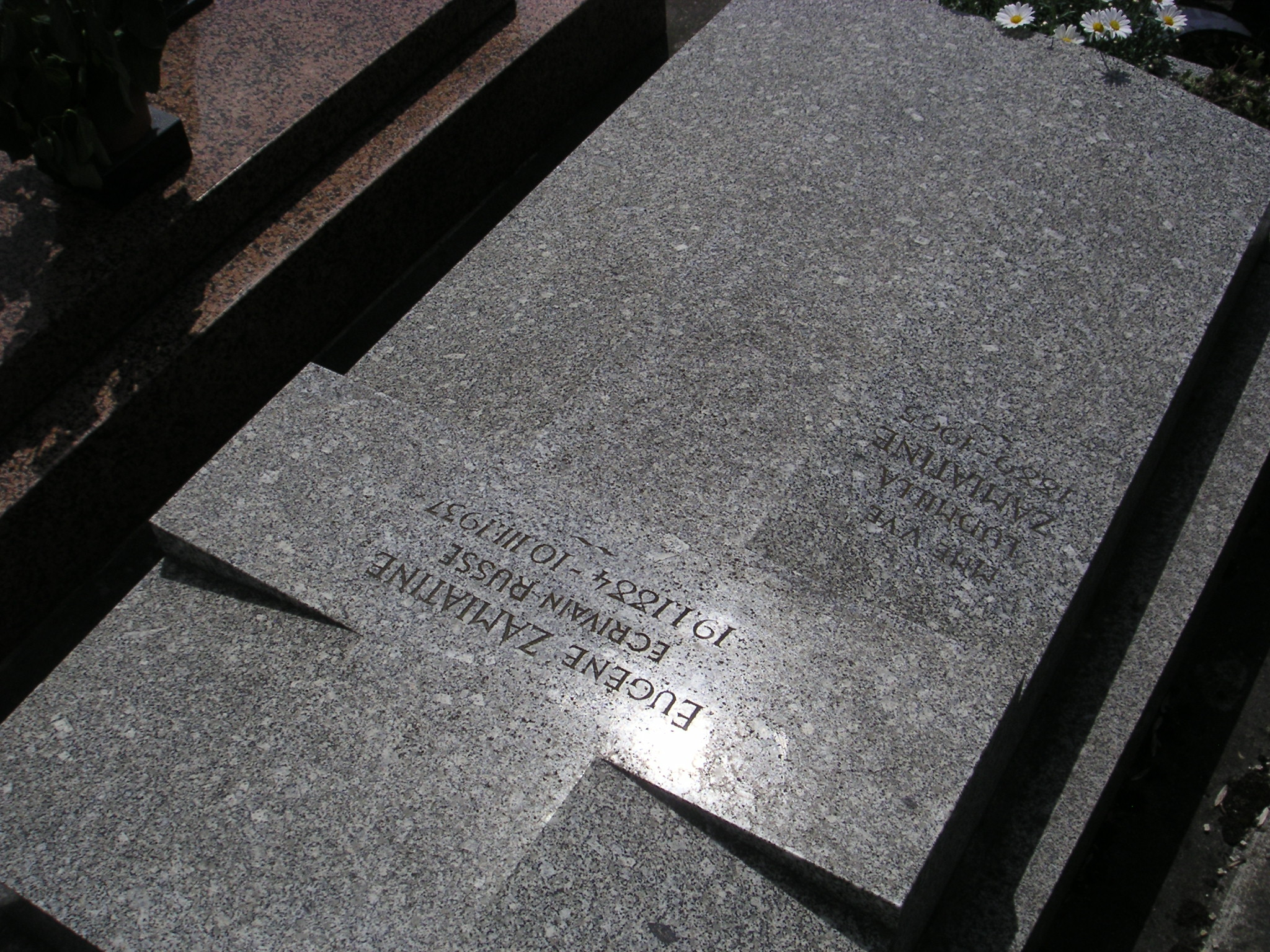
Tomba de Ievgueni Zamiatin al cementiri parisenc de Thiais.

Després de les dures crítiques i assetjament que patia, Zamiatin va anunciar el 1929 que deixava la Unió d'Escriptors i, al juny de 1931 va escriure una carta a Stalin on sol·licitava permís per viatjar a l'estranger. Rep una resposta positiva (a petició de Maksim Gorki) i, el novembre de 1931, surt cap a Riga i després a Berlín, des d'on es va traslladar, al febrer de 1932, a París. Zamiatin es va establir amb la seva dona a París, on va col·laborar amb el director de cinema francès Jean Renoir. L'adaptació de Renoir de l'obra de Gorki Els baixos fons el 1936 va ser coescrita per Zamiatin.
Al juny de 1934, a petició pròpia de Stalin i amb l'aprovació de Stalin, va ser acceptat a la recentment creada Unió d'Escriptors Soviètics, i el 1935 va participar en el Congrés d'escriptors antifeixistes per a la defensa de la cultura com a membre de la delegació soviètica. Fins al final de la seva vida va conservar la ciutadania soviètica.
Zamiatin va enyorar la seva pàtria fins al final dels seus dies. L'escriptor va morir en la pobresa, d'un atac de cor, el 10 de març de 1937 a París. Va ser enterrat al cementiri parisenc de Thiais (divisió 21, línia 5, sepultura 36). Només un petit grup d'amics van ser presents al seu enterrament.

## Llegat
Nosaltres va inspirar directament:
- Aldous Huxley: Un món feliç (1932)[27]
- Ayn Rand: Himne (1938)[28]
- George Orwell: 1984 (1949)[29]
- Kurt Vonnegut: La pianola (1952)[30]
- Ursula K. Le Guin: Els desposseïts (1974)[31]